# Гараш
Га́раш — шоколадный торт, созданный в Болгарии примерно в начале XX века. Отличается тем, что при его приготовлении не используется мука, её роль выполняют перетёртые грецкие орехи.

## История
Торт был создан австро-венгерским кондитером Костой Гарашем, который приехал в болгарский город Русе в 1885 году. В городе он управлял гранд-отелем «Islaj Hane», находящимся недалеко от резиденции болгарского князя Александра Баттенберга, и часто принимал знатных особ. Чтобы удивить именитых постояльцев, Коста Гараш и создал свой знаменитый торт. В государственном архиве в Русе хранится оригинальный рецепт торта.
Позже, в 1900 году, Коста Гараш переехал в Софию, где взял на себя управление гостиницей «Панах». На первом этаже располагалась кондитерская, в которой жители столицы могли заказать кусочек «Гараша». Рецепт торта для широких масс впервые появился в книге Поликсены Семерджиевой и Христо Семерджиева «Практическое руководство по современной кондитерской и вегетарианской кухне», изданной в 1935 году в Горной-Оряховице (переиздана в 1936 году в Софии).

## Приготовление
Белки отделяют от желтков, взбивают с тёртыми орехами и сахаром. Из полученной массы выпекают 5—6 коржей-безе. Из сливочного масла, яиц, сахара, какао-порошка готовят шоколадный крем, которым пропитывают коржи. После укладки последнего коржа торт поливают сверху оставшимся кремом, посыпают кокосовой стружкой и помещают в холодильник на 3—5 часов. Обычно торт получается невысоким, в пределах 5 см.